# Gortyna flavoauratum
Gortyna flavoauratum là một loài bướm đêm trong họ Noctuidae.